# Willy Kaiser
Willy Kaiser (Pobiedziska, 16 gennaio 1912 – 24 luglio 1986) è stato un pugile tedesco.

## Palmarès

### Olimpiadi
- Oro a Berlino 1936 nei pesi mosca, battendo in finale l'italiano Gavino Matta con un verdetto molto discutibile [1].